# ابراهیم مستملی
ابراهیم بن احمد مُستَملی بلخی (؟ - ۳۷۶ ه‍. ق/ ۹۸۶ م) محدث خراسانی در سدهٔ چهارم هجری بود. اثر مشهورش معجم الشیوخ نام دارد.